# Diocèse de Rumbek
Le diocèse de Rumbek est une juridiction de l'Église catholique au Soudan du Sud. Il est suffragant de l'archidiocèse de Djouba. Son siège est à la cathédrale de la Sainte-Famille de Rumbek.

## Paroisses

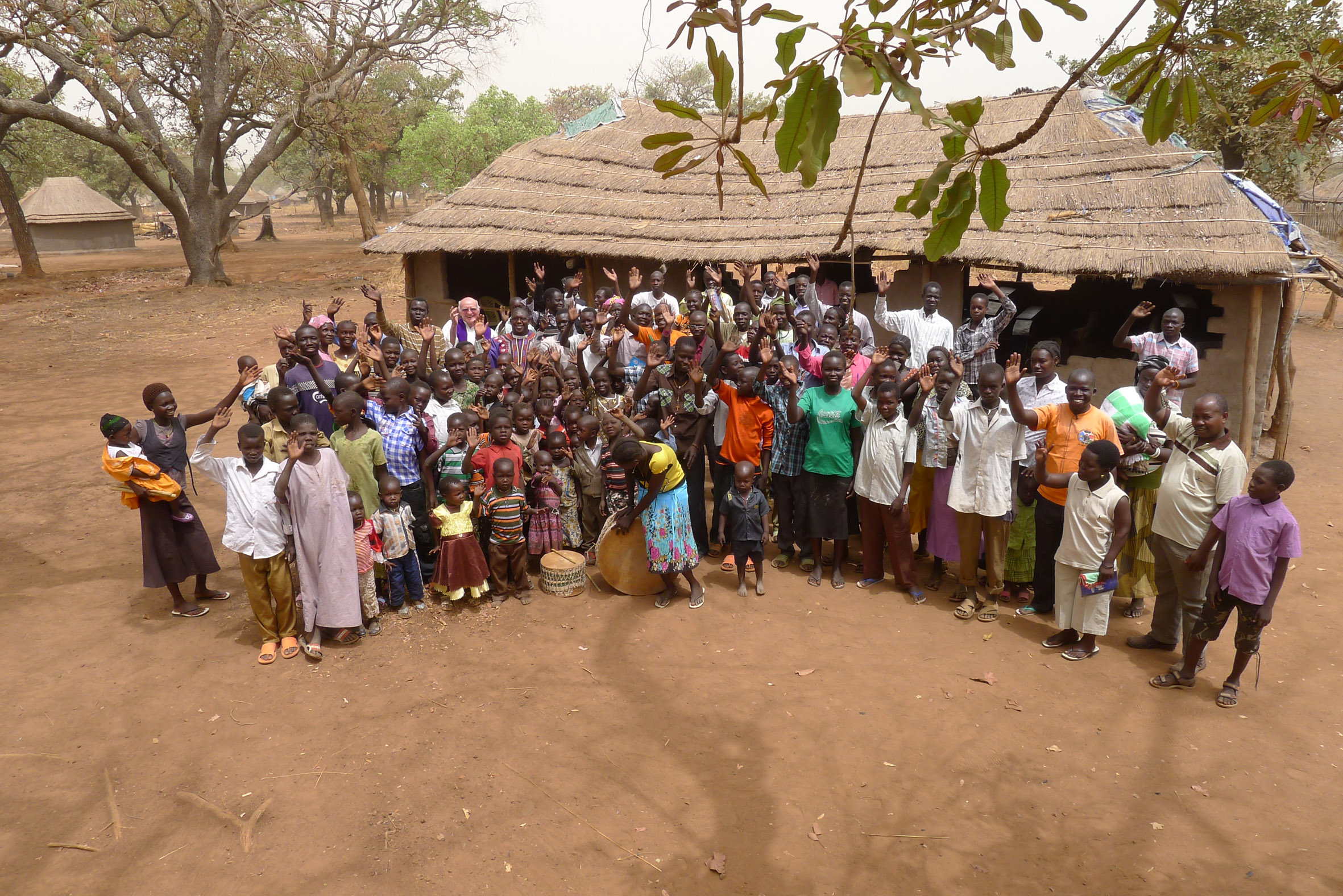
Mission de Wulu.

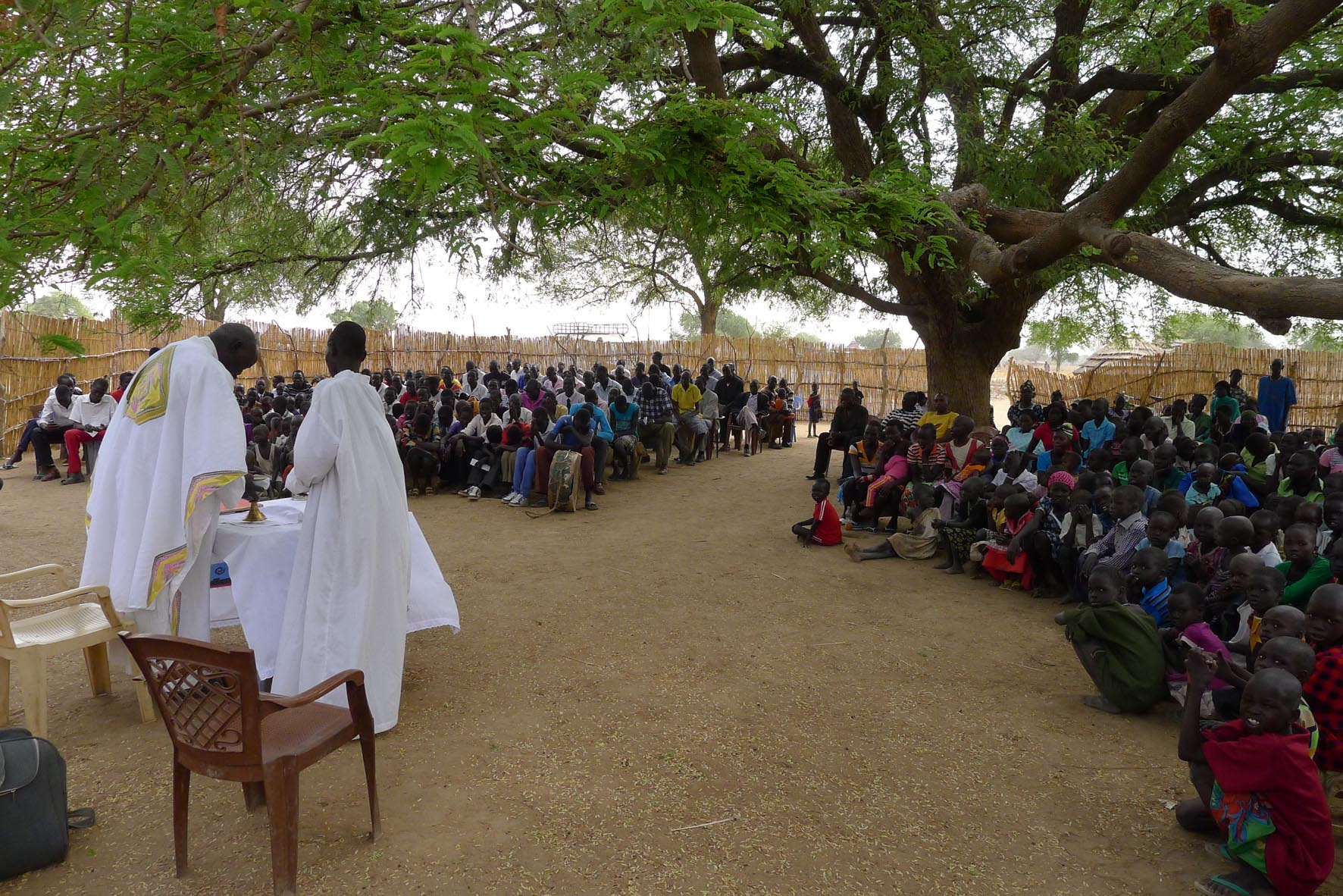
Messe dans une station de mission de l'État de Warrap.

Le diocèse regroupe onze paroisses, ainsi que de nombreux postes, stations de mission ou centres de prières.
- Rumbek, paroisse de la Sainte-Famille (Holy Family) depuis 1955, avec stations à Adhol, Nyinkot, Aber, Pantit, Ababu et Langcok. 
  - Église filiale de Pacong (depuis 2012) avec des stations à Malengagok, Pan Bar, Kou, Amer, Pacon Centre et Pan Awac.
- Rumbek, paroisse du Sacré-Cœur (Sacred Heart) depuis 1983, avec stations à Malou, Meen Atool et Malith.
- Rumbek, paroisse Sainte-Thérèse-de-l'Enfant-Jésus (St. Theresa of the Child Jesus) depuis 2005, avec stations à Maper et la chapelle de la Sainte-Croix à l'école secondaire de Rumbek.
- Warrap, paroisse Saint-Daniel-Comboni depuis 1954, avec stations à Warrap, Awul Chapel, Apor Lang, Pagarelit, Rum Gir, Lurchuk, Pagol, Rumathony, Mabiordit, Kirik, Majok, Agany, Lorabeit, Aliek, Pantnei, Lual, Makok, Kuany, Warpach, Majangtitr, Pankot, Manlor, Farasika et Alabek.
- Marial Lou, paroisse Saint-Daniel-Comboni depuis 1994, avec stations à Ngapagok, Palal, Achuat, Akuop, Langkap, Kiriit, Majak et Athiangpuol, ainsi que des centres de prières à Panther, Alerwai, Magooll et Parieng. 
  - Église filiale de depuis 2011, avec 16 centres de prières à Aliang, Panhial, Paweng, Pagur, Pautakou, Makuach, Unlit, Ngapaguk, Kachuat, Mapara, Unchuei, Palal, Tuerangot, Carayika, Mayen Adoor et Abiok.
- Tonj, paroisse Don-Bosco depuis 1953, avec 27 stations de mission.
- Agangrial, paroisse Sainte-Marie-Mère-de-Dieu (Mary Mother of God) depuis 1995, avec des églises filiales à Cuiebet et Barghel.
- Wulu, paroisse Saints-Pierre-et-Paul (Saints Peter and Paul) depuis 2003.
- Mapuordit, paroisse Sainte-Joséphine-Bakhita depuis 1993), avec stations à Agany, Makuragar, Aluakluak, Atiaba, Mathiangic, ainsi que des centres de prières à Aguran, Ngop, Kakor, Piny Path, Pandit, Marial Bek, Mayom, Dongic, Adol, Aduel, Paloc, Titagok et Barpakeny.
- Yirol, paroisse de la Sainte-Croix (Holy Cross) depuis 1993, avec 54 stations de mission.
- Bunagok (Aliap), paroisse Saint-Anselme (St. Anselm) depuis 2004, avec 12 centres de prières.

Il existe aussi trois paroisses au Kenya qui dépendant du diocèse de Rumbek et se trouvent àː 
- Kakuma (fondée en 1992)
- Kitale (fondée en 1997)
- Nairobi (fondée en 1994)

## Enseignement
- Loreto Girls Secondary School (école secondaire de filles N.-D.-de-Lorette), à Rumbek (administrée par les Sœurs de N.-D.-de-Lorette)
- Comboni Senior Secondary School (lycée Comboni), à Mapuordit (congrégation des Sœurs de Notre-Dame-du-Sacré-Cœur d'Issoudun)
- Secondary School of the Salesian Fathers (école secondaire des Pères Salésiens), à Tonj (Salésiens de Don Bosco)
- École technique Ireneo Wien Dud, à Barghel
- Petit séminaire Sainte-Joséphine-Bakhita, à Mapuordit
- St. Peter Claver’s Ecological Training Centre, à Rumbek, (administré par la paroisse Sainte-Thérèse-de-l'Enfant-Jésus de Rumbek)
- École agricole de Rumbek (jésuites)
- Centre catéchétique de pastorale liturgique PALICA, à Rumbek

## Notes et références

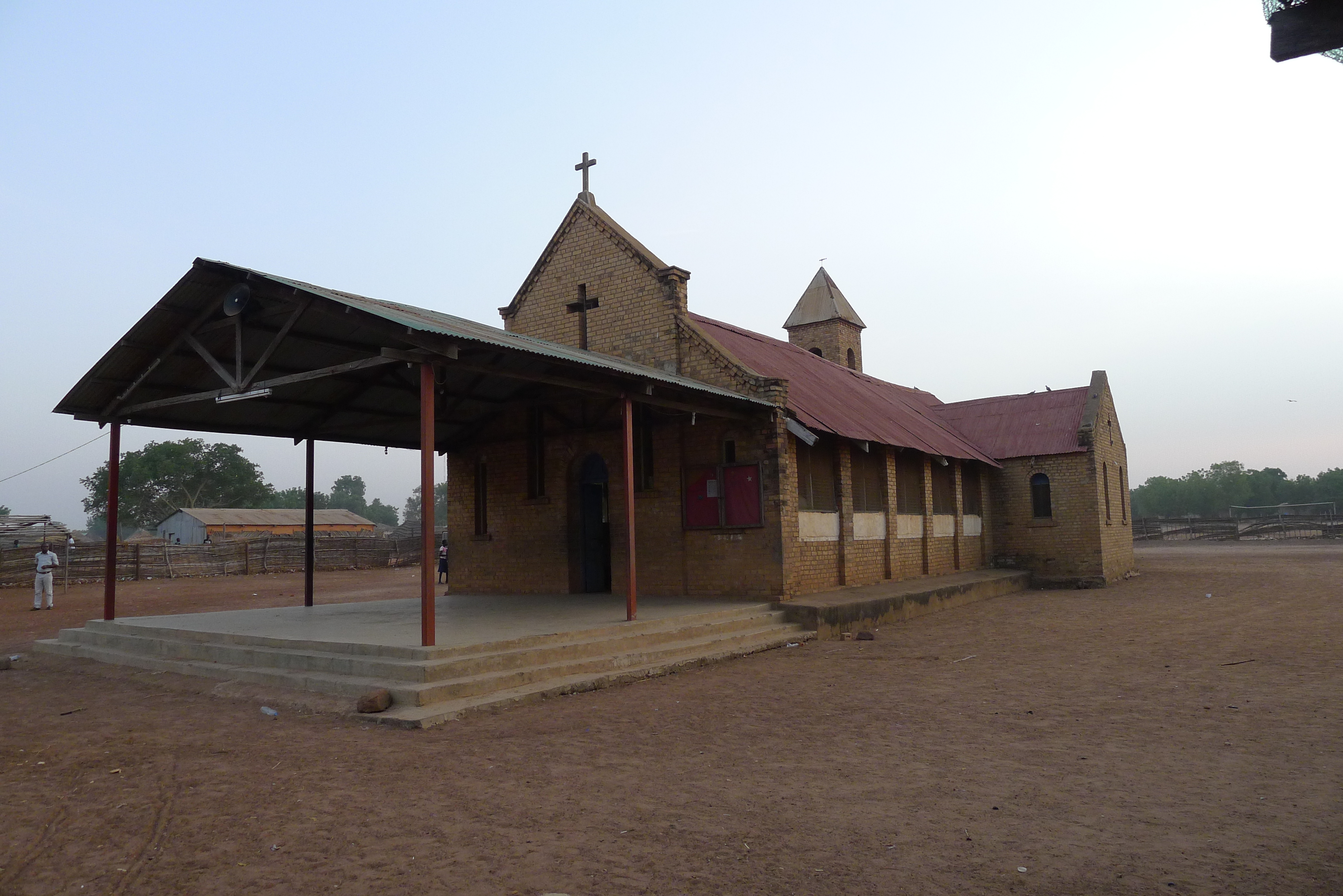
Église de la mission de Tonj construite dans les années 1950.